# Dipnelix alychnopis
Dipnelix alychnopis är en snäckart som beskrevs av Enrique Macpherson 1954. Dipnelix alychnopis ingår i släktet Dipnelix och familjen Charopidae. Inga underarter finns listade i Catalogue of Life.